# 林庭槐
林庭槐（1923年7月6日—1955年5月6日），福建省詔安縣人，韶安中學畢業，曾於1941年加入共黨外圍組織，1954年時任台中市太平國小教員。由於同仁李鶴田牽涉豐原支部案，林庭槐向保防官提及過去在福州的活動想申請自新，初判12年徒刑，復審後演變成死刑，1955年5月6日槍決於安坑刑場。

## 生平
林庭槐，1923年7月6日生，韶安中學畢業，畢業後曾加入三民主義青年團，1949年隨軍來台，來台後在台中太平國小任教並擔任該校保防員，1954年該校教員李鶴田牽涉豐原支部案遭逮捕，由於林庭槐認為自己過去在福建曾有參加過共黨外圍組織活動，因此向保防上級市政府秘書曾志高詢問自首，1954年9月11日遭到逮捕，其自白書中表示由於保防誘導供述誇大內容以取信當局方為自首，林庭槐即供述：「於1941年春就讀原韶安中學時，文藝研究會，出版壁報，從事宣傳，嗣由黃漢思吸收正式參加共黨組織，繼吸收沈應熙加入該組織，并受謝榮光指示混入三民主義青年團，刺探該團人事活動情形，暗中為匪宣傳，1946年11月與當地土共武裝部隊聯絡，通報地方防務情報，至1949年4月，又受林士彬指使混入國軍前第121軍偽充服役，實則從事活動，約定在福州聯繫，因福州於同年9月淪陷，該軍於11月移防台灣未及聯絡」等內容，嗣後台中調查站成員始否認林庭槐為自首，以叛亂案件起訴，1954年12月31日軍事法庭以其曾參與叛亂組織但懲治叛亂條例公布實施後並未參與共黨組織判決12年徒刑，不料案情向上呈報後卻指其供述之刺探軍情等為顛覆國家並著手實行(44)理琦字第420號令發回復審，1955年3月4日(44)審復字第九號判決書判處林庭槐死刑，1955年5月6日槍決於新店安坑刑場。

## 爭議
本案疑點重重，林庭槐係主動投案申請自新，卻被要求編述誇大內容，嗣後又將自首改為內政部調查局台灣省調查處查覺而不以自首為由起訴。原依其所供述內容涉犯叛亂判刑，卻進一步衍伸為著手實行顛覆國家，由於1955年公佈了戡亂時期檢肅匪諜給獎辦法，辦案人員在過程中有羅織罪名的嫌疑，並在本案結案後提出充公財產辦案獎勵等。 

## 死後
由於林庭槐是入贅，死後沒有留下任何財產，僅留下一台腳踏車，因其妻女景況淒涼而不予充公。

## 紀念
2013年10月，北京西山國家森林公園的無名英雄廣場上立有無名英雄紀念碑，為紀念在台灣1950年代被處決的隱避戰線烈士而設立。林庭槐的姓名銘刻於紀念碑上。

## 平反
2019年2月27日，促進轉型正義委員會第三批平反，依據促轉會第16次、第18次、第19次委員會議決議，撤銷受難者黃頂君等1050人之刑事有罪判決暨其刑，其中(44)審復字第9號，有關林庭槐意圖以非法之方法顛覆政府而著手實行之有罪判決暨其刑及沒收之宣告正式撤銷。